# Emanuele Guerrieri
Emanuele Guerrieri (Modica, 10 marzo 1900 – 26 febbraio 1968) è stato un politico italiano, membro dell'Assemblea Costituente e della Camera dei deputati per le prime tre legislature. È stato per due volte sottosegretario di stato e segretario dell'ufficio di presidenza della Camera nella seconda legislatura fino al 22 maggio 1957.

## Uffici di governo
- Governo Zoli: Sottosegretario ai Lavori Pubblici dal 23 maggio 1957 al 1º luglio 1958
- Governo Fanfani II: Sottosegretario al Tesoro dal 3 luglio 1958 al 15 febbraio 1959